# Victor Kraenen
Victor Kraenen (Courtrai, 21 febbraio 1882 – ...) è stato un ciclista su strada belga, professionista dal 1910 al 1915.

## Carriera
Corridore adatto alle corse di un giorno dell'epoca eroica del ciclismo, riuscì in carriera ad imporsi in 1 Bruxelles-Liegi, e fu inoltre terzo alla Liegi-Bastogne-Liegi del 1911.

## Palmarès

### Strada
- 1913 (una vittoria)

Bruxelles-Liegi

### Classiche monumento
- Liegi-Bastogne-Liegi

1911: 3°